# Alidopsis latefasciatus
Alidopsis latefasciatus là một loài bọ cánh cứng trong họ Cerambycidae.